# Lijst van inktvissen
Deze Lijst van inktvissen geeft een overzicht van alle 786 beschreven nog voorkomende inktvissoorten in de wereld gesorteerd op wetenschappelijke naam. Dit artikel maakt gebruik van de "Current Classification of Recent Cephalopoda", die stamt uit 2001.

## A
- Abralia andamanica Goodrich, 1896
- Abralia armata (Quoy/Gaimard, 1832)
- Abralia astrolineata Berry, 1914
- Abralia astrosticta Berry, 1909
- Abralia dubia (Adam, 1960)
- Abralia fasciolata Tsuchiya, 1991
- Abralia grimpei Voss, 1959
- Abralia heminuchalis Burgess, 1992
- Abralia marisarabica Okutani, 1983
- Abralia multihamata Sasaki, 1929
- Abralia redfieldi Voss, 1955
- Abralia renschi Grimpe, 1931
- Abralia robsoni Grimpe, 1931
- Abralia siedleckyi Lipinski, 1983
- Abralia similis Okutani/Tsuchiya, 1987
- Abralia spaercki Grimpe, 1931
- Abralia steindachneri Weindl, 1912
- Abralia trigonura Berry, 1913
- Abralia veranyi (Rüppell, 1844)
- Abraliopsis affinis (Pfeffer, 1912)
- Abraliopsis atlantica Nesis, 1982
- Abraliopsis chuni Nesis, 1982
- Abraliopsis falco Young, 1972
- Abraliopsis felis McGowan/Okutani, 1968
- Abraliopsis gilchristi (Robson, 1924)
- Abraliopsis hoylei (Pfeffer, 1884)
- Abraliopsis lineata (Goodrich, 1896)
- Abraliopsis morisi (Verany, 1839)
- Abraliopsis pacificus Tsuchiya/Okutani, 1990
- Abraliopsis pfefferi Joubin, 1896
- Abraliopsis tui Riddell, 1985
- Allonautilus perforatus (Conrad, 1849)
- Allonautilus scrobiculatus (Lightfoot, 1786)
- Alloteuthis subulata (Lamarck, 1798)
- Alluroteuthis antarctica Odhner, 1923
- Ameloctopus litoralis Norman, 1992
- Amphitretus pelagicus Hoyle, 1885
- Amphitretus thielei Robson, 1930
- Ancistrocheirus lesueurii (Orbigny, 1842)
- Ancistroteuthis lichtensteini Férussac, 1835
- Aphrodoctopus schultzei (Hoyle, 1910)
- Architeuthis dux Steenstrup, 1857
- Architeuthis hartingii Verrill, 1875
- Architeuthis japonica Pfeffer, 1912
- Architeuthis kirkii Robson, 1887
- Architeuthis martensi (Hilgendorf, 1880)
- Architeuthis physeteris (Joubin, 1900)
- Architeuthis sanctipauli (Velain, 1877)
- Architeuthis stockii (Kirk, 1882)
- Argonauta argo Linnaeus, 1758
- Argonauta bottgeri Maltzan, 1881
- Argonauta cornuta Conrad, 1854
- Argonauta hians Lightfoot, 1786
- Argonauta nodosa Lightfoot, 1786
- Argonauta nouryi Lorois, 1852
- Argonauta pacifica Dall, 1871
- Asperoteuthis acanthoderma (Lu, 1977)
- Austrorossia antillensis (Voss, 1955)
- Austrorossia australis Berry, 1918
- Austrorossia bipapillata (Sasaki, 1920)
- Austrorossia enigmatica (Robson, 1924)
- Austrorossia mastigophora (Chun, 1915)

## B
- Bathothauma lyromma Chun, 1906
- Bathypolypus arcticus arcticus (Prosch, 1847)
- Bathypolypus arcticus proschi Muus, 1962
- Bathypolypus faeroensis (Russell, 1909)
- Bathypolypus salebrosus (Sasaki, 1920)
- Bathypolypus sponsalis (Fischer/Fischer, 1892)
- Bathypolypus valdiviae (Thiele, 1915)
- Bathyteuthis abyssicola Hoyle, 1885
- Bathyteuthis bacidifera Roper, 1968
- Bathyteuthis berryi Roper, 1968
- Batoteuthis skolops Young/Roper, 1968
- Belonella belone (Chun, 1906)
- Belonella borealis Nesis, 1972
- Bentheledone albida (Berry, 1917)
- Bentheledone rotunda (Hoyle, 1885)
- Benthoctopus abruptus (Sasaki, 1920)
- Benthoctopus berryi Robson, 1924
- Benthoctopus canthylus Voss/Pearcy, 1990
- Benthoctopus clyderoperi O'Shea, 1999
- Benthoctopus ergasticus (Fischer/Fischer, 1892)
- Benthoctopus eureka (Robson, 1929)
- Benthoctopus fuscus Taki, 1964
- Benthoctopus hokkaidensis (Berry, 1921)
- Benthoctopus januarii (Hoyle, 1885)
- Benthoctopus karubar Norman et al., 1997
- Benthoctopus leioderma (Berry, 1911)
- Benthoctopus levis (Hoyle, 1885)
- Benthoctopus lothei (Chun, 1913)
- Benthoctopus macrophallus Voss/Pearcy, 1990
- Benthoctopus magellanicus Robson, 1930
- Benthoctopus oregonae Toll, 1981
- Benthoctopus oregonensis Voss/Pearcy, 1990
- Benthoctopus piscatorum (Verrill, 1879)
- Benthoctopus profundorum Robson, 1932
- Benthoctopus pseudonymus (Grimpe, 1922)
- Benthoctopus robustus Voss/Pearcy, 1990
- Benthoctopus sibiricus Loyning, 1930
- Benthoctopus tangaroa O'Shea, 1999
- Benthoctopus tegginmathae O'Shea, 1999
- Benthoctopus thielei Robson, 1932
- Benthoctopus yaquinae Voss/Pearcy, 1990
- Berryteuthis anonychus Pearcy/Voss, 1963
- Berryteuthis magister magister (Berry, 1913)
- Berryteuthis magister nipponensis Okutani/Kubodera, 1987
- Berryteuthis magister shevtsovi Katugin, 2000
- Bolitaena massyae massyae (Robson, 1924)
- Bolitaena massyae purpurea (Robson, 1930)
- Bolitaena microcotyla Steenstrup, 1886
- Brachioteuthis beani Verrill, 1881
- Brachioteuthis behni (Steenstrup, 1882)
- Brachioteuthis bowmani Russell, 1909
- Brachioteuthis picta Chun, 1910
- Brachioteuthis riisei (Steenstrup, 1882)

## C
- Chiroteuthis atlanticus (MacDonald/Clench, 1934)
- Chiroteuthis calyx Young, 1972
- Chiroteuthis imperator Chun, 1908
- Chiroteuthis joubini Voss, 1967
- Chiroteuthis mega (Joubin, 1932)
- Chiroteuthis picteti picteti Joubin, 1894
- Chiroteuthis picteti somaliensis Salcedo-Vargas, 1996
- Chiroteuthis spoeli Salcedo-Vargas, 1996
- Chiroteuthis veranyi lacertosa Verrill, 1881
- Chiroteuthis veranyi veranyi (Férussac, 1835)
- Chtenopteryx chuni Pfeffer, 1912
- Chtenopteryx sepioloides Rancurel, 1970
- Chtenopteryx sicula (Vérany, 1851)
- Cirroctopus antarctica (Kubodera/Okutani, 1986)
- Cirroctopus glacialis (Robson, 1930)
- Cirroctopus hochbergi O'Shea, 1999
- Cirroctopus mawsoni (Berry, 1917)
- Cirroteuthis hoylei Robson, 1932
- Cirroteuthis magna Hoyle, 1885
- Cirroteuthis massyae Grimpe, 1920
- Cirroteuthis mülleri Eschricht, 1836
- Cirrothauma murrayi Chun, 1911
- Cistopus indicus (Rapp, 1835)
- Cranchia scabra Leach, 1817
- Cycloteuthis akimushkini Filippova, 1968
- Cycloteuthis sirventi Joubin, 1919

## D
- Discoteuthis discus Young/Roper, 1969
- Discoteuthis laciniosa Young/Roper, 1969
- Dorsopsis taningi Thore, 1949
- Dosidicus gigas (Orbigny, 1835)
- Drechselia danae Joubin, 1931

## E
- Egea inermis Joubin, 1933
- Eledone caparti Adam, 1950
- Eledone cirrhosa (Lamarck, 1798)
- Eledone gaucha Haimovici, 1988
- Eledone massyae Voss, 1964
- Eledone microsicya (Rochebrune, 1884)
- Eledone moschata (Lamarck, 1798)
- Eledone nigra (Hoyle, 1910)
- Eledone palari Lu/Stranks, 1992
- Eledone thysanophora Voss, 1962
- Eledonella pygmaea (Verrill, 1884)
- Eledonella sheardi Allan, 1945
- Enigmatiteuthis innominata O'Shea, 1999
- Enigmatiteuthis pacifica (Hoyle, 1885)
- Enoploteuthis anapsis Roper, 1964
- Enoploteuthis chunii Ishikawa, 1914
- Enoploteuthis galaxias Berry, 1918
- Enoploteuthis higginsi Burgess, 1982
- Enoploteuthis jonesi Burgess, 1982
- Enoploteuthis leptura leptura (Leach, 1817)
- Enoploteuthis leptura magnoceani Nesis, 1982
- Enoploteuthis obliqua Burgess, 1982
- Enoploteuthis octolineata Burgess, 1982
- Enoploteuthis reticulata Rancurel, 1970
- Enoploteuthis semilineata Alexeyev, 1994
- Enteroctopus dofleini (Wülker, 1910)
- Enteroctopus juttingi Robson, 1929
- Enteroctopus magnificus (Villanueva/Sanchez/Compagno, 1992)
- Enteroctopus megalocyathus (Gould, 1852)
- Enteroctopus membranaceus Rochebrune/Mabille, 1889
- Enteroctopus zealandicus (Benham, 1944)
- Euaxoctopus panamensis Voss, 1971
- Euaxoctopus pillsburyae Voss, 1975
- Euaxoctopus scalenus (Hoyle, 1904)
- Eucleoteuthis luminosa (Sasaki, 1915)
- Euprymna albatrossae Voss, 1962
- Euprymna berryi Sasaki, 1929
- Euprymna hoylei Adam, 1986
- Euprymna hyllebergi Nateewathana, 1997
- Euprymna morsei (Verrill, 1881)
- Euprymna penares (Gray, 1849)
- Euprymna phenax Voss, 1962
- Euprymna scolopes Berry, 1913
- Euprymna stenodactyla (Grant, 1833)
- Euprymna tasmanica (Pfeffer, 1884)

## F
- Froekenia clara Hoyle, 1904

## G
- Galiteuthis armata Joubin, 1898
- Galiteuthis glacialis (Chun, 1906)
- Galiteuthis pacifica (Robson, 1948)
- Galiteuthis phyllura Berry, 1911
- Galiteuthis suhmi (Hoyle, 1885)
- Gonatopsis borealis Sasaki, 1923
- Gonatopsis japonicus Okiyama, 1969
- Gonatopsis makko Okutani/Nemoto, 1964
- Gonatopsis octopedatus Sasaki, 1920
- Gonatopsis okutanii Nesis, 1972
- Gonatus antarcticus Lönnberg, 1898
- Gonatus berryi Naef, 1923
- Gonatus californiensis Young, 1972
- Gonatus fabricii (Lichtenstein, 1818)
- Gonatus kamtschaticus (Middendorff, 1849)
- Gonatus madokai Kubodera/Okutani, 1977
- Gonatus onyx Young, 1972
- Gonatus oregonensis Jefferts, 1985
- Gonatus pyros Young, 1972
- Gonatus steenstrupi Kristensen, 1981
- Gonatus tinro Nesis, 1972
- Gonatus ursabrunae Jefferts, 1985
- Graneledone antarctica Voss, 1976
- Graneledone boreopacifica Nesis, 1982
- Graneledone challengeri (Berry, 1916)
- Graneledone gonzalezi Guerra et al., 2000
- Graneledone macrotyla Voss, 1976
- Graneledone taniwha kubodera O'Shea, 1999
- Graneledone taniwha taniwha O'Shea, 1999
- Graneledone verrucosa media (Joubin, 1918)
- Graneledone verrucosa verrucosa (Verrill, 1881)
- Graneledone yamana Kommritz, 2000
- Grimalditeuthis bonplandi (Vérany, 1839)
- Grimpella thaumastocheir Robson, 1928
- Grimpoteuthis abyssicola O'Shea, 1999
- Grimpoteuthis albatrossi (Sasaki, 1920)
- Grimpoteuthis bathynectes Voss/Pearcy, 1990
- Grimpoteuthis bruuni Voss, 1982
- Grimpoteuthis hippocrepium (Hoyle, 1904)
- Grimpoteuthis meangensis (Hoyle, 1885)
- Grimpoteuthis megaptera (Verrill, 1885)
- Grimpoteuthis plena (Verrill, 1885)
- Grimpoteuthis tuftsi Voss/Pearcy, 1990
- Grimpoteuthis umbellata (Fischer, 1883)
- Grimpoteuthis wulkeri (Grimpe, 1920)

## H
- Haliphron atlanticus Steenstrup, 1861
- Hapalochlaena fasciata (Hoyle, 1886)
- Hapalochlaena lunulata (Quoy/Gaimard, 1832)
- Hapalochlaena maculosa (Hoyle, 1883)
- Hapalochlaena nierstraszi (Adam, 1938)
- Helicocranchia joubini (Voss, 1962)
- Helicocranchia papillata (Voss, 1960)
- Helicocranchia pfefferi Massy, 1907
- Heteroteuthis dagamensis Robson, 1924
- Heteroteuthis dispar (Rüppell, 1844)
- Heteroteuthis hawaiiensis (Berry, 1909)
- Heteroteuthis serventyi Allan, 1945
- Heteroteuthis weberi Joubin, 1902
- Histioteuthis arcturi (Robson, 1948)
- Histioteuthis atlantica (Hoyle, 1885)
- Histioteuthis bonnellii (Férussac, 1834)
- Histioteuthis celetaria celetaria (Voss, 1960)
- Histioteuthis celetaria pacifica (Voss, 1962)
- Histioteuthis corona berryi Voss, 1969
- Histioteuthis corona cerasina Nesis, 1971
- Histioteuthis corona corona (Voss/Voss, 1962)
- Histioteuthis corona inermis Taki, 1964
- Histioteuthis eltaninae Voss, 1969
- Histioteuthis heteropsis (Berry, 1913)
- Histioteuthis hoylei (Goodrich, 1896)
- Histioteuthis machrohista Voss, 1969
- Histioteuthis meleagroteuthis (Chun, 1910)
- Histioteuthis miranda (Berry, 1918)
- Histioteuthis oceani (Robson, 1948)
- Histioteuthis reversa (Verrill, 1880)
- Hyaloteuthis pelagica (Bosc, 1802)

## I
- Idioctopus gracilipes Taki, 1962
- Idiosepius biserialis Voss, 1962
- Idiosepius macrocheir Voss, 1962
- Idiosepius minimus (Orbigny, 1835)
- Idiosepius notoides Berry, 1921
- Idiosepius paradoxus (Ortmann, 1888)
- Idiosepius picteti (Joubin, 1894)
- Idiosepius pygmaeus Steenstrup, 1881
- Idiosepius thailandicus Chotiyaputta/Okutani/Chaitiamvong, 1991
- Idioteuthis cordiformis Chun, 1908
- Idioteuthis danae (Joubin, 1933)
- Idioteuthis famelica (Berry, 1909)
- Idioteuthis hjorti (Chun, 1913)
- Idioteuthis latipinna (Sasaki, 1916)
- Idioteuthis okutanii Salcedo-Vargas, 1997
- Idioteuthis tyroi Salcedo-Vargas, 1997
- Illex argentinus (Castellanos, 1960)
- Illex coindetii (Vérany, 1839)
- Illex illecebrosus (Lesueur, 1821)
- Illex oxygonius Roper/Lu/Mangold, 1969
- Inioteuthis capensis Voss, 1962
- Inioteuthis japonica (Orbigny, 1845)
- Inioteuthis maculosa Goodrich, 1896
- Iridoteuthis iris (Berry, 1909)
- Iridoteuthis maoria Dell, 1959

## J
- Japetella diaphana Hoyle, 1885
- Japetella heathi (Berry, 1911)
- Joubiniteuthis portieri (Joubin, 1916)

## K
- Kondakovia longimana Filippova, 1972

## L
- Lampadioteuthis megaleia Berry, 1916
- Leachia atlantica (Degner, 1925)
- Leachia cyclura Lesueur, 1821
- Leachia ellipsoptera Adams/Reeve, 1848
- Leachia lemur (Berry, 1920)
- Leachia pacifica (Issel, 1908)
- Leachia rynchophorus Rochebrune, 1884
- Lepidoteuthis grimaldii Joubin, 1895
- Liguriella pardus (Berry, 1916)
- Liguriella podophthalma Issel, 1908
- Liocranchia gardineri Robson, 1921
- Liocranchia reinhardtii (Steenstrup, 1856)
- Liocranchia valdiviae Chun, 1910
- Loligo africana Adam, 1950
- Loligo bleekeri Keferstein, 1866
- Loligo forbesii Steenstrup, 1856
- Loligo gahi Orbigny, 1835
- Loligo media (Linnaeus, 1758)
- Loligo ocula Cohen, 1976
- Loligo opalescens Berry, 1911
- Loligo pealeii Lesueur, 1821
- Loligo pickfordi Adam, 1954
- Loligo plei Blainville, 1823
- Loligo roperi Cohen, 1976
- Loligo sanpaulensis Brakoniecki, 1984
- Loligo surinamensis Voss, 1974
- Loligo vietnamensis Nguyen, 1994
- Loligo vulgaris reynaudi Orbigny, 1839
- Loligo vulgaris vulgaris Lamarck, 1798
- Loliolus affinis Steenstrup, 1856
- Loliolus beka (Sasaki, 1929)
- Loliolus hardwickei (Gray, 1849)
- Loliolus japonica (Hoyle, 1885)
- Loliolus sumatrensis (Orbigny, 1835)
- Loliolus uyii (Wakiya/Ishikawa, 1921)
- Lolliguncula argus Brakoniecki/Roper, 1985
- Lolliguncula brevis (Blainville, 1823)
- Lolliguncula diomedeae (Hoyle, 1904)
- Lolliguncula mercatoris Adam, 1941
- Lolliguncula panamensis Berry, 1911
- Luteuthis dentatus O'Shea, 1999
- Lycoteuthis lorigera (Steenstrup, 1875)
- Lycoteuthis springeri (Voss, 1956)

## M
- Magnapinna pacifica Vecchione/Young, 1998
- Martialia hyadesi Rochebrune/Mabille, 1889
- Mastigoteuthis agassizii Verrill, 1881
- Mastigoteuthis atlantica Joubin, 1933
- Mastigoteuthis dentata Hoyle, 1904
- Mastigoteuthis flammea Chun, 1908
- Mastigoteuthis glaukopsis Chun, 1908
- Mastigoteuthis grimaldii (Joubin, 1895)
- Mastigoteuthis inermis Rancurel, 1972
- Mastigoteuthis iselini MacDonald/Clench, 1934
- Mastigoteuthis magna Joubin, 1913
- Mastigoteuthis psychrophila Nesis, 1977
- Mastigoteuthis pyrodes Young, 1972
- Mastigoteuthis schmidti Degner, 1925
- Mastigoteuthis talismani (Fischer/Joubin, 1907)
- Megaleledone senoi Taki, 1961
- Megalocranchia abyssicola (Goodrich, 1896)
- Megalocranchia maxima Pfeffer, 1884
- Megalocranchia oceanica (Voss, 1960)
- Mesonychoteuthis hamiltoni Robson, 1925
- Metasepia pfefferi Hoyle, 1885
- Metasepia tullbergi (Appellöf, 1886)
- Moroteuthis ingens Smith, 1881
- Moroteuthis knipovitchi Filippova, 1972
- Moroteuthis lönnbergii Ishikawa/Wakiya, 1914
- Moroteuthis robsoni Adam, 1962
- Moroteuthis robusta (Verrill, 1876)

## N
- Nautilus belauensis Saunders, 1981
- Nautilus macromphalus Sowerby, 1848
- Nautilus pompilius pompilius Linnaeus, 1758
- Nautilus pompilius suluensis Habe/Okutani, 1988
- Nautilus stenomphalus Sowerby, 1848
- Nectoteuthis pourtalesi Verrill, 1883
- Nematolampas regalis Berry, 1913
- Neorossia caroli (Joubin, 1902)
- Neorossia leptodons Reid, 1992
- Neoteuthis thielei Naef, 1921
- Notonykia africanae Nesis/Roeleveld/Nikitina, 1998
- Nototeuthis dimegacotyle Nesis/Nikitina, 1986
- Nototodarus gouldi (McCoy, 1888)
- Nototodarus hawaiiensis (Berry, 1912)
- Nototodarus sloanii (Gray, 1849)

## O
- Octopoteuthis danae Joubin, 1931
- Octopoteuthis deletron Young, 1972
- Octopoteuthis indica Naef, 1923
- Octopoteuthis megaptera (Verrill, 1885)
- Octopoteuthis nielseni Robson, 1948
- Octopoteuthis rugosa Clarke, 1980
- Octopoteuthis sicula Rüppell, 1844
- Octopus abaculus Norman/Sweeney, 1997
- Octopus aculeatus Orbigny, 1834
- Octopus adamsi Benham, 1944
- Octopus aegina Gray, 1849
- Octopus alatus (Sasaki, 1920)
- Octopus alecto Berry, 1953
- Octopus alpheus Norman, 1993
- Octopus araneoides (Taki, 1964)
- Octopus arborescens (Hoyle, 1904)
- Octopus areolatus de Haan, 1839
- Octopus aspilosomatis Norman, 1993
- Octopus australis Hoyle, 1885
- Octopus balboai Voss, 1971
- Octopus berrima Stranks/Norman, 1993
- Octopus bimaculatus Verrill, 1883
- Octopus bimaculoides Pickford/McConnaughey, 1949
- Octopus bocki Adam, 1941
- Octopus briareus Robson, 1929
- Octopus brocki Ortmann, 1888
- Octopus bunurong Stranks, 1990
- Octopus burryi Voss, 1950
- Octopus californicus (Berry, 1911)
- Octopus campbelli (Smith, 1902)
- Octopus capricornicus Norman/Flinn, 2001
- Octopus carolinensis Verrill, 1884
- Octopus chierchiae Jatta, 1889
- Octopus conispadiceus (Sasaki, 1917)
- Octopus cyanea Gray, 1849
- Octopus defilippi (Vérany, 1851)
- Octopus dierythraeus Norman, 1993
- Octopus digueti Perrier/Rochebrune, 1894
- Octopus exannulatus Norman, 1993
- Octopus fangsiao etchuanus (Sasaki, 1929)
- Octopus fangsiao typicus Orbigny, 1839
- Octopus favonius Gray, 1849
- Octopus filamentosus Blainville, 1826
- Octopus filosus Howell, 1867
- Octopus fitchi Berry, 1953
- Octopus fujitai (Sasaki, 1929)
- Octopus gardineri (Hoyle, 1905)
- Octopus gibbsi O'Shea, 1999
- Octopus globosus Appellöf, 1886
- Octopus graptus Norman, 1993
- Octopus guangdongensis Dong, 1976
- Octopus hardwickei Gray, 1849
- Octopus hattai (Sasaki, 1929)
- Octopus hongkongensis Hoyle, 1885
- Octopus horridus Orbigny, 1826
- Octopus hubbsorum Berry, 1953
- Octopus joubini Robson, 1929
- Octopus kagoshimensis Ortmann, 1888
- Octopus kaharoa O'Shea, 1999
- Octopus kaurna Stranks, 1990
- Octopus lobensis Castellanos/Menni, 1969
- Octopus longispadiceus (Sasaki, 1917)
- Octopus luteus (Sasaki, 1929)
- Octopus macropus Risso, 1826
- Octopus maorum Hutton, 1880
- Octopus marginatus Taki, 1964
- Octopus maya Voss/Solís Ramírez, 1966
- Octopus membranaceus Quoy/Gaimard, 1832
- Octopus mercatoris Adam, 1937
- Octopus mernoo O'Shea, 1999
- Octopus microphthalmus Goodrich, 1896
- Octopus micropyrsus Berry, 1953
- Octopus mimus Gould, 1852
- Octopus minor minor (Sasaki, 1920)
- Octopus minor pardalis (Sasaki, 1929)
- Octopus minor typicus (Sasaki, 1929)
- Octopus mototi Norman, 1993
- Octopus mutilans Taki, 1942
- Octopus nanhaiensis Dong, 1976
- Octopus nanus Adam, 1973
- Octopus neglectus Nateewathana/Norman, 1999
- Octopus niveus Lesson, 1830
- Octopus nocturnus Norman/Sweeney, 1997
- Octopus occidentalis Steenstrup, 1886
- Octopus ochotensis (Sasaki, 1920)
- Octopus oculifer Hoyle, 1904
- Octopus oliveri (Berry, 1914)
- Octopus ornatus Gould, 1852
- Octopus oshimai (Sasaki, 1929)
- Octopus ovulum (Sasaki, 1917)
- Octopus pallidus Hoyle, 1885
- Octopus parvus (Sasaki, 1917)
- Octopus penicillifer Berry, 1954
- Octopus pentherinus Rochebrune/Mabille, 1889
- Octopus polyzenia Gray, 1849
- Octopus prashadi Adam, 1939
- Octopus pricei (Berry, 1913)
- Octopus pumilus Norman/Sweeney, 1997
- Octopus pyrum Norman et al., 1997
- Octopus rapanui Voss, 1979
- Octopus rex Nateewathana/Norman, 1999
- Octopus robsoni Adam, 1941
- Octopus roosevelti Stuart, 1941
- Octopus rubescens Berry, 1953
- Octopus salutii Vérany, 1839
- Octopus sanctaehelenae Robson, 1929
- Octopus sasakii Taki, 1942
- Octopus selene Voss, 1971
- Octopus siamensis Nateewathana/Norman, 1999
- Octopus spinosus (Sasaki, 1920)
- Octopus striolatus Dong, 1976
- Octopus superciliosus Quoy/Gaimard, 1832
- Octopus taprobanensis Robson, 1926
- Octopus tehuelchus Orbigny, 1834
- Octopus tenebricus Smith, 1884
- Octopus tetricus Gould, 1852
- Octopus tonganus Hoyle, 1885
- Octopus tsugarensis (Sasaki, 1920)
- Octopus validus (Sasaki, 1920)
- Octopus varunae Oommen, 1971
- Octopus veligero Berry, 1953
- Octopus verrucosus Hoyle, 1885
- Octopus vitiensis Hoyle, 1885
- Octopus vulgaris Cuvier, 1797
- Octopus warringa Stranks, 1990
- Octopus winckworthi Robson, 1926
- Octopus wolfi (Wülker, 1913)
- Octopus yendoi (Sasaki, 1920)
- Octopus zonatus Voss, 1968
- Ocythoe tuberculata Rafinesque, 1814
- Ommastrephes bartramii (Lesueur, 1821)
- Onychoteuthis banksii (Leach, 1817)
- Onychoteuthis borealijaponica Okada, 1927
- Onychoteuthis compacta (Berry, 1913)
- Onychoteuthis meridiopacifica Rancurel/Okutani, 1990
- Onykia appellöfi (Pfeffer, 1900)
- Onykia carriboea Lesueur, 1821
- Onykia indica Okutani, 1981
- Onykia intermedia (Pfeffer, 1912)
- Onykia platyptera Orbigny, 1834
- Onykia rancureli Okutani, 1981
- Onykia verrilli (Pfeffer, 1900)
- Opisthoteuthis agassizii Verrill, 1883
- Opisthoteuthis californiana Berry, 1949
- Opisthoteuthis chathamensis O'Shea, 1999
- Opisthoteuthis depressa Ijima/Ikeda, 1895
- Opisthoteuthis extensa Thiele, 1915
- Opisthoteuthis grimaldii (Joubin, 1903)
- Opisthoteuthis japonica Taki, 1962
- Opisthoteuthis medusoides Thiele, 1915
- Opisthoteuthis mero O'Shea, 1999
- Opisthoteuthis persephone Berry, 1918
- Opisthoteuthis philipii Oommen, 1976
- Opisthoteuthis pluto Berry, 1918
- Opisthoteuthis robsoni O'Shea, 1999
- Opisthoteuthis vossi Sanchez/Guerra, 1989
- Ornithoteuthis antillarum Adam, 1957
- Ornithoteuthis volatilis (Sasaki, 1915)

## P
- Parateuthis tunicata Thiele, 1920
- Pareledone adelieana (Berry, 1917)
- Pareledone antarctica (Thiele, 1920)
- Pareledone charcoti (Joubin, 1905)
- Pareledone framensis Lu/Stranks, 1994
- Pareledone harrissoni (Berry, 1917)
- Pareledone polymorpha (Robson, 1930)
- Pareledone prydzensis Lu/Stranks, 1994
- Pareledone turqueti (Joubin, 1905)
- Pholidoteuthis adami Voss, 1956
- Pholidoteuthis boschmai Adam, 1950
- Pickfordiateuthis pulchella Voss, 1953
- Pickfordiateuthis vossi Brakoniecki, 1996
- Pinnoctopus cordiformis Quoy/Gaimard, 1832
- Pinnoctopus kermadecensis (Berry, 1914)
- Planctoteuthis danae (Joubin, 1931)
- Planctoteuthis levimana (Lönnberg, 1896)
- Planctoteuthis oligobessa Young, 1972
- Promachoteuthis megaptera Hoyle, 1885
- Psychroteuthis glacialis Thiele, 1920
- Pteroctopus eurycephala (Taki, 1964)
- Pteroctopus hoylei (Berry, 1909)
- Pteroctopus keralensis (Oommen, 1966)
- Pteroctopus schmidti (Joubin, 1933)
- Pteroctopus tetracirrhus (Chiaie, 1830)
- Pteroctopus witjazi Akimushkin, 1963
- Pterygioteuthis gemmata Chun, 1908
- Pterygioteuthis giardi giardi Fischer, 1896
- Pterygioteuthis giardi hoylei (Pfeffer, 1912)
- Pterygioteuthis microlampas Berry, 1913
- Pyroteuthis addolux Young, 1972
- Pyroteuthis margaritifera (Rüppell, 1844)
- Pyroteuthis serrata Riddell, 1985

## R
- Robsonella fontaniana (Orbigny, 1834)
- Robsonella huttoni Benham, 1943
- Rondeletiola minor (Naef, 1912)
- Rossia brachyura Verrill, 1883
- Rossia bullisi Voss, 1956
- Rossia glaucopis Loven, 1845
- Rossia macrosoma (Chiaie, 1830)
- Rossia megaptera Verrill, 1881
- Rossia moelleri Steenstrup, 1856
- Rossia mollicella Sasaki, 1920
- Rossia pacifica diegensis Berry, 1912
- Rossia pacifica pacifica Berry, 1911
- Rossia palpebrosa Owen, 1834
- Rossia tortugaensis Voss, 1956

## S
- Sandalops melancholicus Chun, 1906
- Scaeurgus patagiatus Berry, 1913
- Scaeurgus unicirrhus (Chiaie, 1839)
- Selenoteuthis scintillans Voss, 1959
- Semirossia equalis (Voss, 1950)
- Semirossia patagonica (Smith, 1881)
- Semirossia tenera (Verrill, 1880)
- Sepia aculeata Van Hasselt, 1835
- Sepia acuminata Smith, 1916
- Sepia adami Roeleveld, 1972
- Sepia andreana Steenstrup, 1875
- Sepia angulata Roeleveld, 1972
- Sepia apama Gray, 1849
- Sepia appellofi Wülker, 1910
- Sepia arabica Massy, 1916
- Sepia aureomaculata Okutani/Horikawa, 1987
- Sepia australis Quoy/Gaimard, 1832
- Sepia bandensis Adam, 1939
- Sepia bartletti (Iredale, 1954)
- Sepia bathyalis Khromov/Nikitina/Nesis, 1991
- Sepia baxteri (Iredale, 1940)
- Sepia bertheloti Orbigny, 1835
- Sepia bidhaia Reid, 2000
- Sepia braggi Verco, 1907
- Sepia brevimana Steenstrup, 1875
- Sepia burnupi Hoyle, 1904
- Sepia carinata Sasaki, 1920
- Sepia chirotrema Berry, 1918
- Sepia confusa Smith, 1916
- Sepia cottoni Adam, 1979
- Sepia cultrata Hoyle, 1885
- Sepia dannevigi Berry, 1918
- Sepia dollfusi Adam, 1941
- Sepia dubia Adam/Rees, 1966
- Sepia elegans Blainville, 1827
- Sepia elliptica Hoyle, 1885
- Sepia elobyana Adam, 1941
- Sepia elongata Orbigny, 1839
- Sepia erostrata Sasaki, 1929
- Sepia esculenta Hoyle, 1885
- Sepia faurei Roeleveld, 1972
- Sepia foliopeza Okutani/Tagawa, 1987
- Sepia gibba Ehrenberg, 1831
- Sepia hedleyi Berry, 1918
- Sepia hieronis (Robson, 1924)
- Sepia hierredda Rang, 1835
- Sepia incerta Smith, 1916
- Sepia insignis Smith, 1916
- Sepia irvingi Meyer, 1909
- Sepia ivanovi Khromov, 1982
- Sepia joubini Massy, 1927
- Sepia kiensis Hoyle, 1885
- Sepia kobiensis Hoyle, 1885
- Sepia koilados Reid, 2000
- Sepia latimanus Quoy/Gaimard, 1832
- Sepia limata (Iredale, 1926)
- Sepia longipes Sasaki, 1914
- Sepia lorigera Wülker, 1910
- Sepia lycidas Gray, 1849
- Sepia madokai Adam, 1939
- Sepia mascarensis Filippova/Khromov, 1991
- Sepia mestus Gray, 1849
- Sepia mira (Cotton, 1932)
- Sepia mirabilis Khromov, 1988
- Sepia murrayi Adam/Rees, 1966
- Sepia novaehollandiae Hoyle, 1909
- Sepia officinalis Linnaeus, 1758
- Sepia omani Adam/Rees, 1966
- Sepia opipara (Iredale, 1926)
- Sepia orbignyana Férussac, 1826
- Sepia papillata Quoy/Gaimard, 1832
- Sepia papuensis Hoyle, 1885
- Sepia pardalis Sasaki, 1914
- Sepia peterseni Appellöf, 1886
- Sepia pharaonis Ehrenberg, 1831
- Sepia plana Lu/Reid, 1997
- Sepia plangon Gray, 1849
- Sepia plathyconchalis Filippova/Khromov, 1991
- Sepia prashadi Winckworth, 1936
- Sepia pulchra Roeleveld/Liltved, 1985
- Sepia recurvirostra Steenstrup, 1875
- Sepia reesi Adam, 1979
- Sepia rex (Iredale, 1926)
- Sepia rhoda (Iredale, 1954)
- Sepia robsoni (Massy, 1927)
- Sepia rozella (Iredale, 1926)
- Sepia savignyi Blainville, 1827
- Sepia saya Khromov/Nikitina/Nesis, 1991
- Sepia senta Lu/Reid, 1997
- Sepia sewelli Adam/Rees, 1966
- Sepia simoniana Thiele, 1920
- Sepia smithi Hoyle, 1885
- Sepia sokotriensis Khromov, 1988
- Sepia stellifera Homenko/Khromov, 1984
- Sepia subtenuipes Okutani/Horikawa, 1987
- Sepia sulcata Hoyle, 1885
- Sepia tala Khromov/Nikitina/Nesis, 1991
- Sepia tanybracheia Reid, 2000
- Sepia tenuipes Sasaki, 1929
- Sepia thurstoni Adam/Rees, 1966
- Sepia tokioensis Ortmann, 1888
- Sepia trygonina (Rochebrune, 1884)
- Sepia tuberculata Lamarck, 1798
- Sepia typica (Steenstrup, 1875)
- Sepia vercoi Adam, 1979
- Sepia vermiculata Quoy/Gaimard, 1832
- Sepia vietnamica Khromov, 1987
- Sepia vossi Khromov, 1996
- Sepia whitleyana Iredale, 1926
- Sepia zanzibarica Pfeffer, 1884
- Sepiadarium auritum Robson, 1914
- Sepiadarium austrinum Berry, 1921
- Sepiadarium gracilis Voss, 1962
- Sepiadarium kochi Steenstrup, 1881
- Sepiadarium nipponianum Berry, 1932
- Sepiella cyanea Robson, 1924
- Sepiella inermis (Van Hasselt, 1835)
- Sepiella japonica Sasaki, 1929
- Sepiella mangkangunga Reid/Lu, 1998
- Sepiella ocellata Pfeffer, 1884
- Sepiella ornata (Rang, 1837)
- Sepiella weberi Adam, 1939
- Sepietta neglecta Naef, 1916
- Sepietta oweniana (Orbigny, 1839)
- Sepietta petersi (Steenstrup, 1887)
- Sepiola affinis Naef, 1912
- Sepiola atlantica Orbigny, 1839
- Sepiola aurantiaca Jatta, 1896
- Sepiola birostrata Sasaki, 1918
- Sepiola intermedia Naef, 1912
- Sepiola knudseni Adam, 1983
- Sepiola ligulata Naef, 1912
- Sepiola parva Sasaki, 1913
- Sepiola pfefferi Grimpe, 1921
- Sepiola robusta Naef, 1912
- Sepiola rondeleti Leach, 1834
- Sepiola rossiaeformis Pfeffer, 1884
- Sepiola steenstrupiana Levy, 1912
- Sepiola trirostrata Voss, 1962
- Sepiolina nipponensis (Berry, 1911)
- Sepioloidea lineolata (Quoy/Gaimard, 1832)
- Sepioloidea pacifica (Kirk, 1882)
- Sepioteuthis australis Quoy/Gaimard, 1832
- Sepioteuthis lessoniana Férussac, 1830
- Sepioteuthis loliginiformis (Rüppell/Leuckart, 1828)
- Sepioteuthis sepioidea (Blainville, 1823)
- Spirula spirula (Linnaeus, 1758)
- Stauroteuthis gilchristi (Robson, 1924)
- Stauroteuthis syrtensis Verrill, 1879
- Sthenoteuthis oualaniensis (Lesson, 1830)
- Sthenoteuthis pteropus (Steenstrup, 1855)
- Stoloteuthis leucoptera (Verrill, 1878)

## T
- Taningia danae Joubin, 1931
- Taningia persica (Naef, 1923)
- Taonius pavo (Lesueur, 1821)
- Teretoctopus alcocki Robson, 1932
- Teretoctopus indicus Robson, 1929
- Tetracheledone spinicirrus Voss, 1955
- Teuthowenia maculata (Leach, 1817)
- Teuthowenia megalops (Prosch, 1847)
- Teuthowenia pellucida (Chun, 1910)
- Thaumeledone brevis (Hoyle, 1885)
- Thaumeledone gunteri Robson, 1930
- Thaumeledone marshalli O'Shea, 1999
- Thaumeledone zeiss O'Shea, 1999
- Thysanoteuthis danae (Joubin, 1933)
- Thysanoteuthis nuchalis Pfeffer, 1912
- Thysanoteuthis rhombus Troschel, 1857
- Todarodes angolensis Adam, 1962
- Todarodes filippovae Adam, 1975
- Todarodes pacificus pacificus (Steenstrup, 1880)
- Todarodes pacificus pusillus Dunning, 1988
- Todarodes sagittatus (Lamarck, 1798)
- Todaropsis eblanae (Ball, 1841)
- Tremoctopus gelatus Thomas, 1977
- Tremoctopus robsoni Kirk, 1883
- Tremoctopus violaceus gracilis (Eydoux/Souleyet, 1852)
- Tremoctopus violaceus violaceus Chiaie, 1830

## U
- Uroteuthis abulati (Adam, 1955)
- Uroteuthis arabica (Ehrenberg, 1831)
- Uroteuthis bartschi Rehder, 1945
- Uroteuthis bengalensis (Jothinayagam, 1987)
- Uroteuthis chinensis (Gray, 1849)
- Uroteuthis duvauceli (Orbigny, 1835)
- Uroteuthis edulis (Hoyle, 1885)
- Uroteuthis noctiluca (Lu/Roper/Tait, 1985)
- Uroteuthis reesi (Voss, 1962)
- Uroteuthis robsoni (Alexeyyev, 1992)
- Uroteuthis sibogae (Adam, 1954)
- Uroteuthis singhalensis (Ortmann, 1891)
- Uroteuthis vossi (Nesis, 1982)

## V
- Vampyroteuthis infernalis Chun, 1903
- Velodona togata capensis Robson, 1924
- Velodona togata togata Chun, 1915
- Vitreledonella richardi Joubin, 1918
- Vosseledone charrua Palacio, 1978
- Vulcanoctopus hydrothermalis Gonzalez et al., 1998

## W
- Walvisteuthis virilis Nesis/Nikitina, 1986
- Watasenia scintillans (Berry, 1911)